# Max Bird (football)
Pour les articles homonymes, voir Bird et Max Bird.
Max Bird, né le 18 septembre 2000 à Burton upon Trent en Angleterre, est un footballeur anglais qui évolue au poste de milieu de terrain à Derby County en prêt de Bristol City .

## Biographie

### Derby County
Natif de Burton upon Trent en Angleterre, Max Bird est formé par Derby County. Il joue son premier match en professionnel à seulement 16 ans, le 12 septembre 2017, en étant titularisé lors d'une rencontre de coupe de la Ligue anglaise face au Barnsley FC. Son équipe s'incline sur le score de trois buts à deux ce jour-là. Avec cette apparition il devient le huitième plus jeune joueur à jouer pour Derby. Le 1er décembre de la même année, Bird fait sa première apparition en Championship contre Swansea City. Il entre en jeu à la place de Mason Mount et son équipe s'impose par deux buts à un. Le 22 mars 2019, Max Bird prolonge son contrat avec son club formateur jusqu'en 2022,.
Le 17 septembre 2020 Bird prolonge à nouveau son contrat avec son club formateur, cette fois jusqu'en 2024.
Max Bird inscrit son premier but en professionnel le jour de ses 21 ans, le 18 septembre 2021, face à Stoke City, en championnat. Il ouvre le score lors de cette rencontre remportée par son équipe sur le score de deux buts à un,.

## Statistiques
| Saison                | Club                  | Championnat           | Championnat | Championnat | Coupe nationale | Coupe nationale | Coupe de la Ligue | Coupe de la Ligue | Compétition(s) continentale(s) | Compétition(s) continentale(s) | Compétition(s) continentale(s) | Total | Total |
| Saison                | Club                  | Division              | M.          | B.          | M.              | B.              | M.                | B.                | Comp.                          | M.                             | B.                             | M.    | B.    |
| 2017-2018             | Derby County          | Championship          | -           | -           | -               | -               | 1                 | 0                 | -                              | -                              | -                              | 1     | 0     |
| 2018-2019             | Derby County          | Championship          | 4           | 0           | 2               | 0               | 2                 | 0                 | -                              | -                              | -                              | 8     | 0     |
| 2019-2020             | Derby County          | Championship          | 22          | 0           | 3               | 0               | 2                 | 0                 | -                              | -                              | -                              | 27    | 0     |
| 2020-2021             | Derby County          | Championship          | 33          | 0           | -               | -               | 1                 | 0                 | -                              | -                              | -                              | 34    | 0     |
| 2021-2022             | Derby County          | Championship          | 42          | 2           | 1               | 0               | -                 | -                 | -                              | -                              | -                              | 43    | 2     |
| 2022-2023             | Derby County          | League One            | 38          | 1           | 8               | 1               | 2                 | 0                 | -                              | -                              | -                              | 48    | 2     |
| 2023-2024             | Derby County          | League One            | 3           | 0           | -               | -               | 1                 | 0                 | -                              | -                              | -                              | 4     | 0     |
| Sous-total            | Sous-total            | Sous-total            | 142         | 3           | 14              | 1               | 9                 | 0                 | -                              | -                              | -                              | 165   | 4     |
| Total sur la carrière | Total sur la carrière | Total sur la carrière | 142         | 3           | 14              | 1               | 9                 | 0                 | -                              | -                              | -                              | 165   | 4     |

## Palmarès

### En club
- Derby County
  - Vice-champion d'Angleterre de troisième division en 2024.